# Río Klamath
El río Klamath (en inglés: Klamath River; en karuk: Ishkêesh y en klamath: Koke) es un río costero estadounidense de la vertiente del Pacífico. Nace en la parte sureste del estado de Oregón y discurre unos 423 km en dirección suroeste atravesando el norte del estado de California y cruzando, por su extremo sur, la cordillera de las Cascadas para desembocar luego en el océano Pacífico. El río drena una amplia cuenca de casi 41 000 km², que comprende desde los altos desiertos de la Gran Cuenca hasta los bosques templado lluviosos de la costa del Pacífico. Es conocido por la peculiar geografía de su cuenca —su cuenca alta está desarrollada pero la baja permanece salvaje— y ha sido llamado «un río cabeza abajo» por la National Geographic Society.
Siendo uno de los más importantes ríos de peces anádromos de la costa oeste de los Estados Unidos al sur del río Columbia, la cuenca del río Klamath ha sido habitada por los seres humanos por lo menos desde hace 7000 años. Antiguamente, el río tenía abundante vida salvaje y enormes pantanos de agua dulce en la cuenca superior, siendo el hábitat de miles de aves migratorias. Los primeros europeos que visitaron la región, en la década de 1820, fueron cazadores de pieles de la Compañía de la Bahía de Hudson, que establecieron la ruta de Siskiyou, siguiendo los cursos de los ríos Klamath y Trinity, en el Valle de Sacramento. Los últimos días de la fiebre del oro de California también vieron un creciente número de mineros en busca de oro trabajando en muchas corrientes de la región del río Klamath. Los barcos de vapor funcionaron brevemente en los grandes lagos en la cuenca alta antes del establecimiento de la agricultura en los siglos XIX y XX. La creciente industria en la cuenca alta llevó a la construcción de muchas presas en el río que, desde entonces, han afectado la calidad de agua de la parte baja de la cuenca. Ha habido protestas contra la construcción de más presas y también demandas de eliminar las ya existentes.
Debido a que el Klamath tiene algunos de los tramos fluviales de aguas libres más largos de California, así como algunas de sus mejores aguas bravas, el río se ha convertido en un destino muy popular para la práctica de actividades de recreo. Su cuenca incluye grandes franjas del Bosque Nacional Klamath y del Bosque Nacional de los Seis Ríos. Sin embargo, reiteradamente, el Klamath se ha querido ver como una fuente potencial de agua debido a su generoso caudal, una rareza en la mayor parte del estado californiano. Por ahora, el bajo Klamath no se ha desarrollado a pesar de haberse propuesto un desvío masivo para encauzar agua hacia el Valle Central, complementando así el abastecimiento de agua de la región.

## Geografía

### Curso
El lago Upper Klamath, localizado en un amplio valle al pie de la vertiente oriental del sur de las Cascadas Altas en la parte meridional del estado de Oregón, es considerado la cuna del río Klamath. El nivel del lago se controla mediante la presa del río Link (Link River Dam), una pequeña presa construida en 1920-1921 para proporcionar energía hidroeléctrica. Las cabeceras del Klamath, sin embargo, nacen en la alejada región de Crater Lake o el límite entre Oregón y Nevada. El lago tiene varias fuentes, siendo las más importantes el río Williamson, con una longitud de 161 km, y el río Sprague, de 12 km.

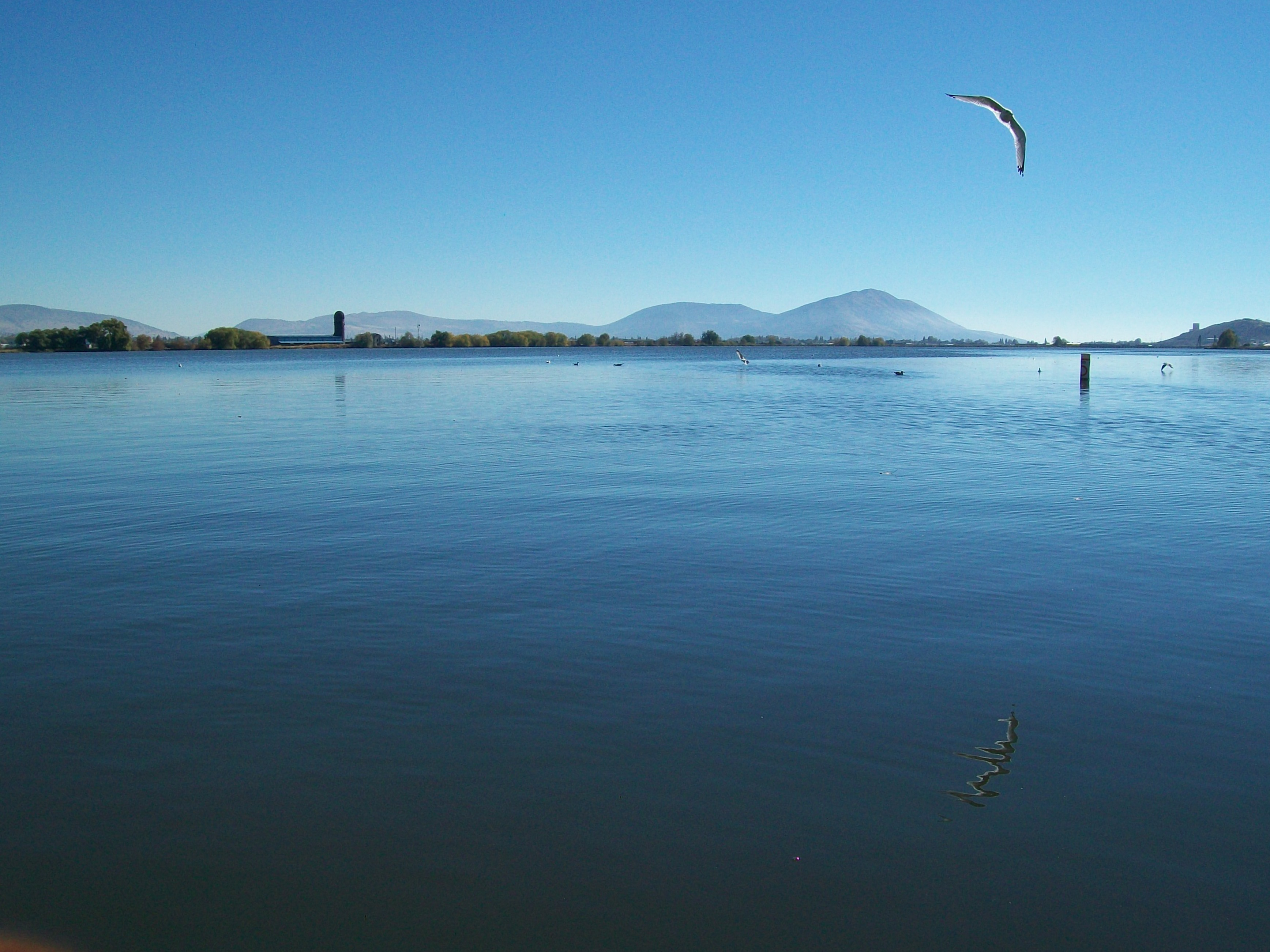
Vista del lago Ewauna, en la cabecera del Klamath

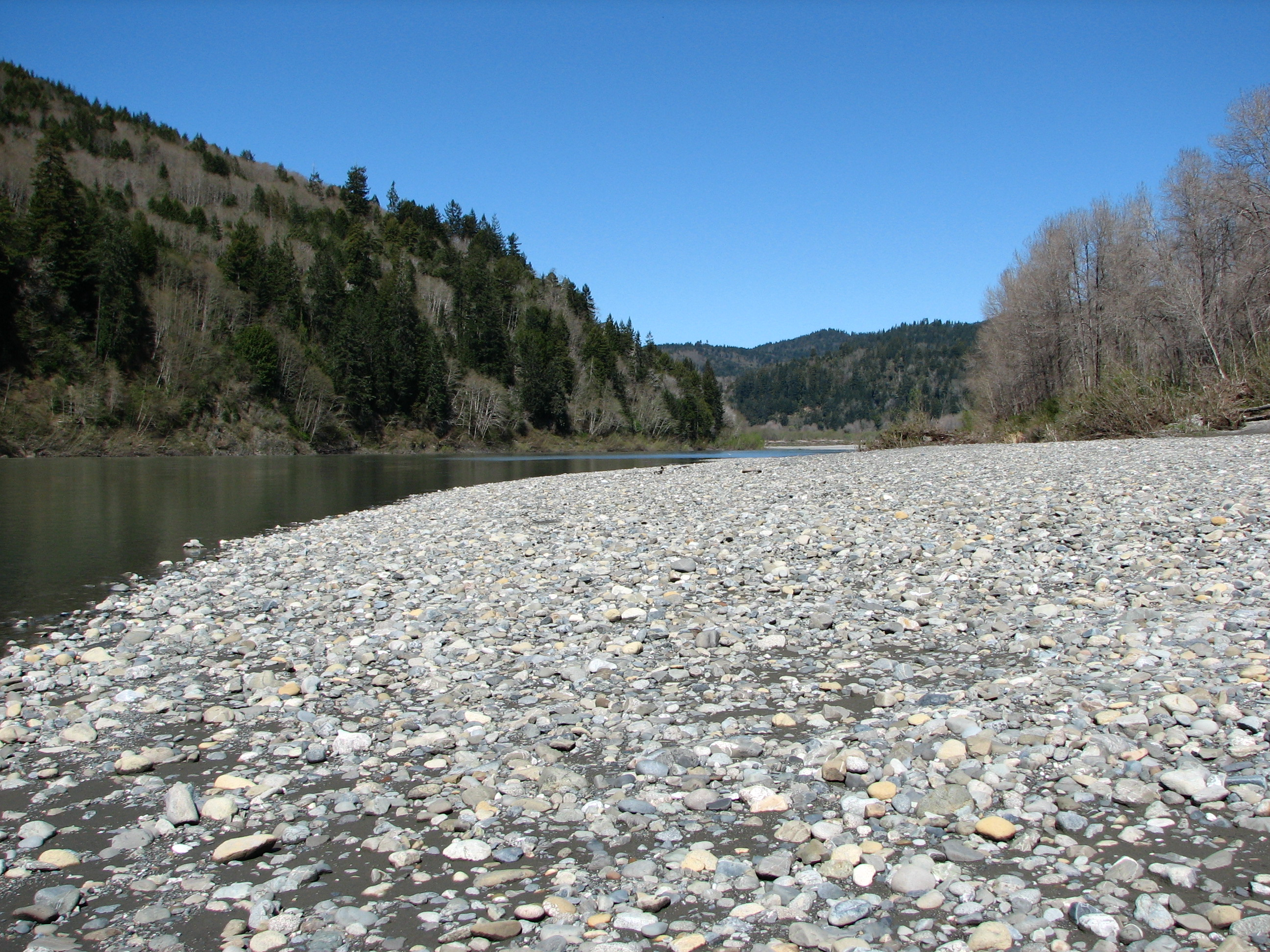
El Klamath acercándose a su desembocadura en el Pacífico, cerca de la ciudad de Klamath

El primer tramo del río Klamath, de tan sólo 1,6 km, se conoce como río Link («río Enlace») y conecta con el lago Ewauna. Este lago también está controlado artificialmente mediante la presa de Keno, localizada 29 km aguas abajo, cerca de la localidad de Klamath Falls (21 305 hab. en 2009, estimados). En el lago Ewauna recibe las aguas del río Lost por un canal de derivación, ya que es un río que desagua en el lago Tule, y pasa cerca del ahora drenado y casi seco lago Lower Klamath. Después de salir del Ewauna, el río atraviesa otros tres lagos artificiales antes de cruzar el límite estatal entre Oregón y California. Luego gira hacia el sur cerca de la ciudad de Hornbrook, en dirección al monte Shasta. Sin embargo, poco después el río gira hacia el oeste hasta confluir con el río Shasta y el río Scott, tallando profundamente en la cabeza de su cañón a través de las montañas Klamath.
La ruta a través de las Cascadas Altas, las Cascadas Occidentales y las montañas Klamath constituye la mayoría del curso del río, que lo lleva desde el árido clima de los altos desiertos de su cuenca alta hasta el clima del bosque templado lluvioso alimentado por las lluvias del Pacífico. Desde la confluencia con el río Scott, el Klamath corre generalmente hacia el oeste por la vertiente meridional de las montañas Siskiyou, hasta que gira bruscamente hacia el sur, cerca de la ciudad de Happy Camp. Allí, discurre hacia el suroeste sobre rápidos de aguas bravas en el Bosque Nacional Klamath, recibiendo al río Salmon, y pasando por la comunidad no incorporada de Orleans. En Weitchpec el río alcanza el punto más meridional de su curso y vira otra vez bruscamente hacia el norte cuando recibe al río Trinity. La confluencia con el Trinity también marca el punto donde la corriente del Klamath reduce notablemente su velocidad. Durante el resto de su discurrir fluye generalmente hacia el noroeste por el Valle Hoopa y las reservas indias yurok, pasando la ciudad de Klamath y desembocando en el mar a 26 km al sur de Crescent City.  La boca del río Klamath está en Requa, en una zona compartida por la reserva yurok y el Parque nacional Redwood, y es un popular lugar para la pesca deportiva. La boca y las secciones próximas del río se ven afectadas por el oleaje provocado por los tsunamis oceánicos, lo que ha provocado algunas muertes durante los tsunamis del Pacífico de 1964 y de 2011. El estuario del río Klamath está protegido por la «Política de bahías y estuarios de California» (California Bays and Estuaries Policy).

### Cuenca hidrográfica

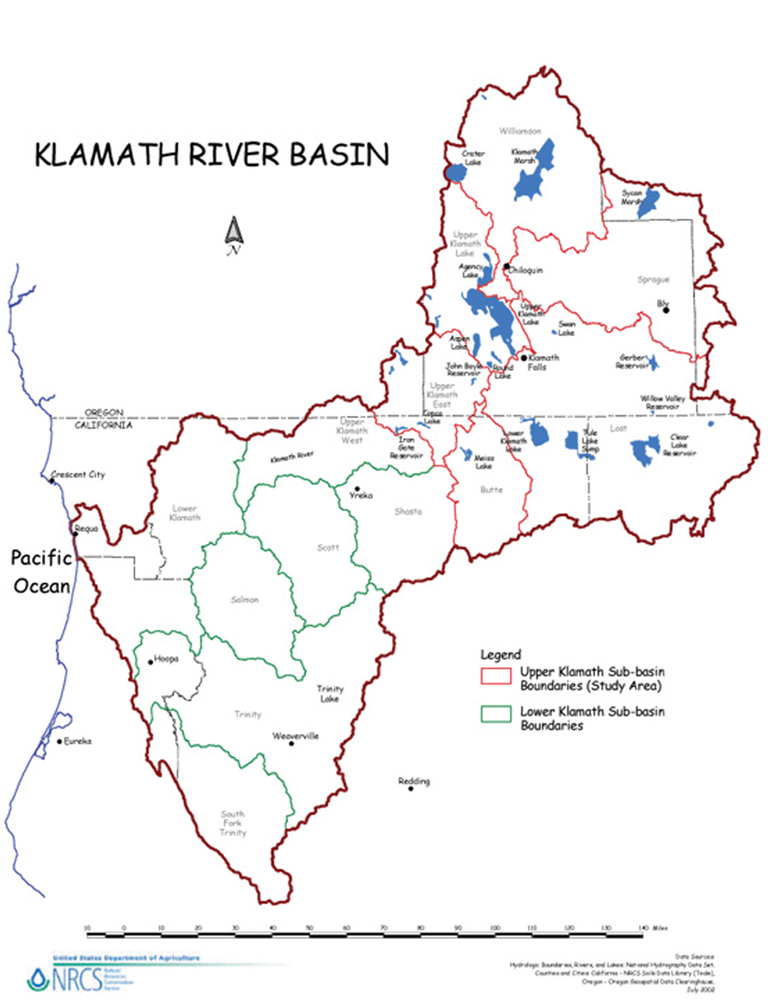
Límites de la cuenca del río Klamath

La cuenca del río Klamat, que se extiende desde el árido este del estado de Oregón hasta la fría y lluviosa costa norte de California, drena partes de tres condados de Oregón y cinco condados de California e incluye una gran diversidad de paisajes. La parte más septentrional de la cuenca es drenada por los ríos Williamson (de 161 km y con una cuenca de 7770 km²) y Sprague (121 km y una cuenca de 4053 km²) que discurren en dirección suroeste hasta desembocar en el lago Upper Klamath. La cuenca media se caracteriza por los extensos humedales, los pastizales y las áreas agrícolas, y está parcialmente ocupada por dos grandes cuerpos de agua: el lago Upper Klamath y el lago Lower Klamath. Por último, los escarpados cañones y las altas crestas caracterizan la amplia cuenca baja, que comprende más de la mitad de los 40 790 km² de toda la cuenca hidrográfica.
La cuenca del Klanath está limitada por varias cuencas costeras y otras cuencas endorreicas: en el noroeste, están el río Rogue y el río Umpqua, en Oregón, y el río Smith, en California; en el este, se encuentra la cuenca Harney, una cuenca cerrada, y una pequeña porción de la Gran Cuenca; en el sur, la cuenca está limitada por el río Sacramento y sus afluentes superiores, incluyendo el río Pit; y, en el suroeste, está el río Mad y el arroyo Redwood. El límite occidental de la cuenca alta del Klamath está formado por las Cascadas Altas y las montañas Klamath, una de las estribaciones más australes de la cordillera de las Cascadas; las cordilleras costeras de California cubren el suroeste de la cuenca. El Klamath es uno de los pocos ríos que comienzan al este de las Cascadas y que desemboca en el océano Pacífico; los otros son los ríos Columbia y Fraser.
La mayoría de los usos humanos de la cuenca se limitan a la cuenca alta. A pesar del clima semiárido, la construcción de presas y las aguas de irrigación suministradas por los ríos Klamath y Lost y por las abundantes aguas subterráneas han transformado la mayor parte de la cuenca superior del Klamath en tierras agrícolas. Antiguamente, en la temporada de lluvias, el lago Lower Klamath y el lago Tule se combinaban en un pantano de agua dulce gigante de unos 510 km². Esto, combinado con los más de 260 km² del lago Upper Klamath, formaban un hábitat temporal para millones de aves migratorias. Estos lagos son los remanentes de un gran lago de la edad de hielo, el lago Modoc, que cubría cerca de 2800 km². A pesar de que todos los pantanos han sido desecados, salvo el lago Upper Klamath, la región sigue sustentando, en promedio, 3,7 millones de aves migratorias al año.
A pesar del caudal abundante y de la carencia de agua en California, el Klamath no provee cantidades significativas a los regantes y para usos municipales de la parte central y sur del estado. El Proyecto de Recuperación de Klamath (Klamath Reclamation Project), en el área de Klamath Falls, abastece a los regantes del área, y el Proyecto del Valle Central (Central Valley Project) desvía agua del río Trinity para el riego en el Valle de Sacramento. Algunos de los tributarios, como el Lost y el Shasta, también son desviados para el riego. El uso de las aguas del bajo Klamath, uno de los últimos ríos que fluye libremente en el estado de California, ha sido debatido durante años entre conservacionistas y agencias del gobierno, y su destino final todavía no está claro.

### Afluentes
Los principales afluentes del Klamath, en dirección aguas arriba, son los siguientes (entre paréntesis, se recoge el punto kilométrico, mdido desde la boca, en que abordan al Klamath):
- arroyo Blue  (15.8);
- río Trinity (70.0), de 266 km de longitud y con una cuenca de 7389 km²;

- río South Fork Trinity (50.2), de 148 km y 2538 km²;

- arroyo Hayfork

- río New;
- río North Fork Trinity
- arroyo Canyon
- arroyo Reading
- río Stuart Fork Trinity
- río East Fork Trinity
- arroyo Coffee 

- arroyo Red Cap (84.5)
- arroyo Boise (89.2), de unos 14 km de longitud;
- río Salmon (106.3), de 31,5 km y 1950 km²;

- arroyo Wooley
- río North Fork Salmon

- arroyo Russian

- río South Fork Salmon

- río East Fork South Fork Salmon

- arroyo Copper (138.8), de 23 km y 306 km²;
- arroyo Clear (158.6)
- arroyo Elk (169.8)
- arroyo Indian (171.9)
- río Scott (228.5), de 97 km;

- río South Fork Scott
- río East Fork Scott

- río Shasta (283.7), de 93 km y 2072 km²;

- río Little Shasta

- arroyo Willow (297.9)
- arroyo Jenny (313.1)
- Canal derivación río Lost (401.6)

- río Lost, de 97 km y 7796 km², solo mediante un canal de derivación, ya que el río fluye en el lago Tule;

- arroyo Miller

- río Link
- lago Upper Klamath

- río Wood, de 29 km y 570 km²;

- arroyo Annie
- arroyo Sun

- arroyo Crooked
- río Williamson, de 161 km y 7770 km²;

- río Sprague

- río Sycan

- Klamath Marsh

- arroyo Big Springs

## Geología

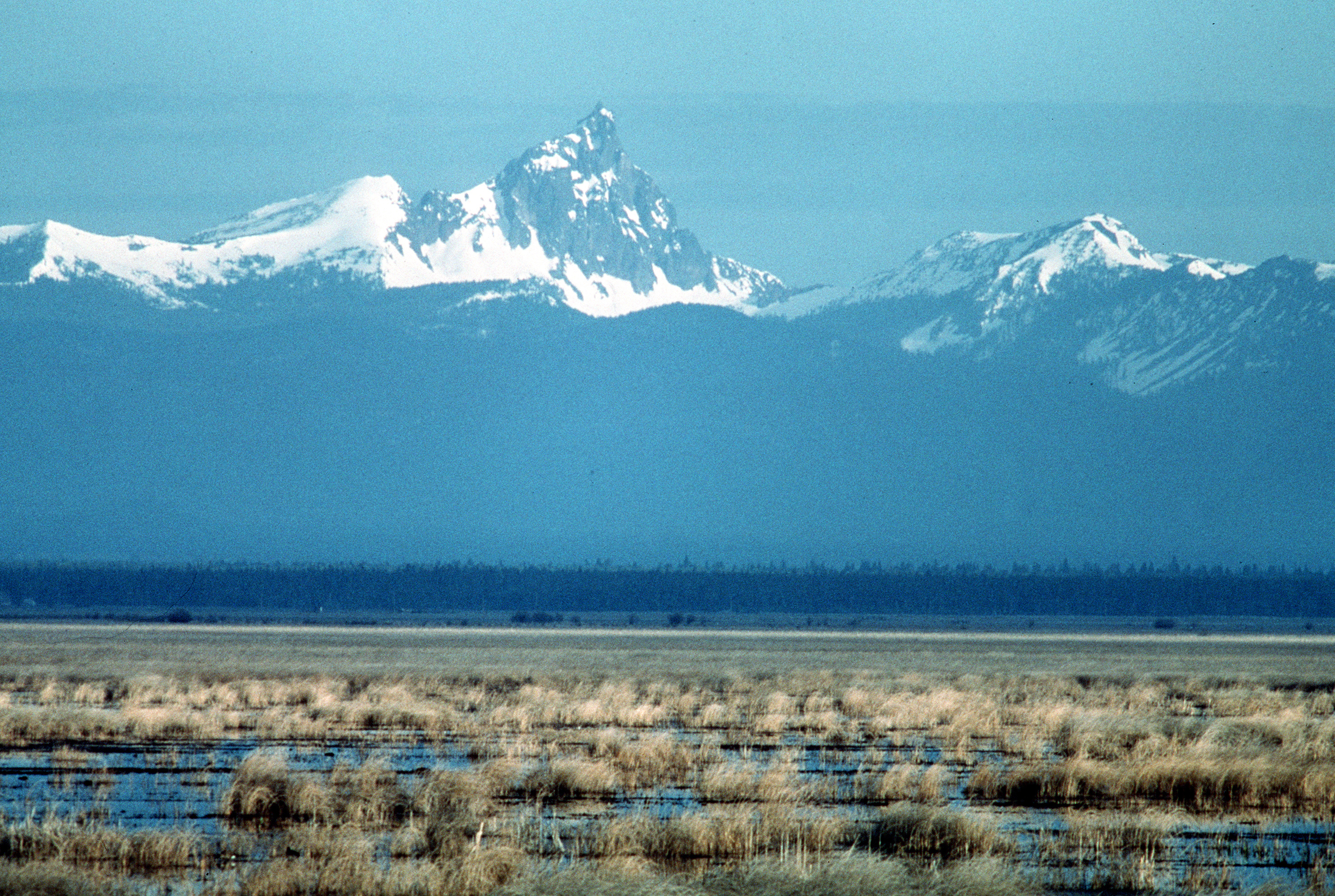
Los actuales bañados en la cuenca alta del Klamath son los restos del gran lago Modoc

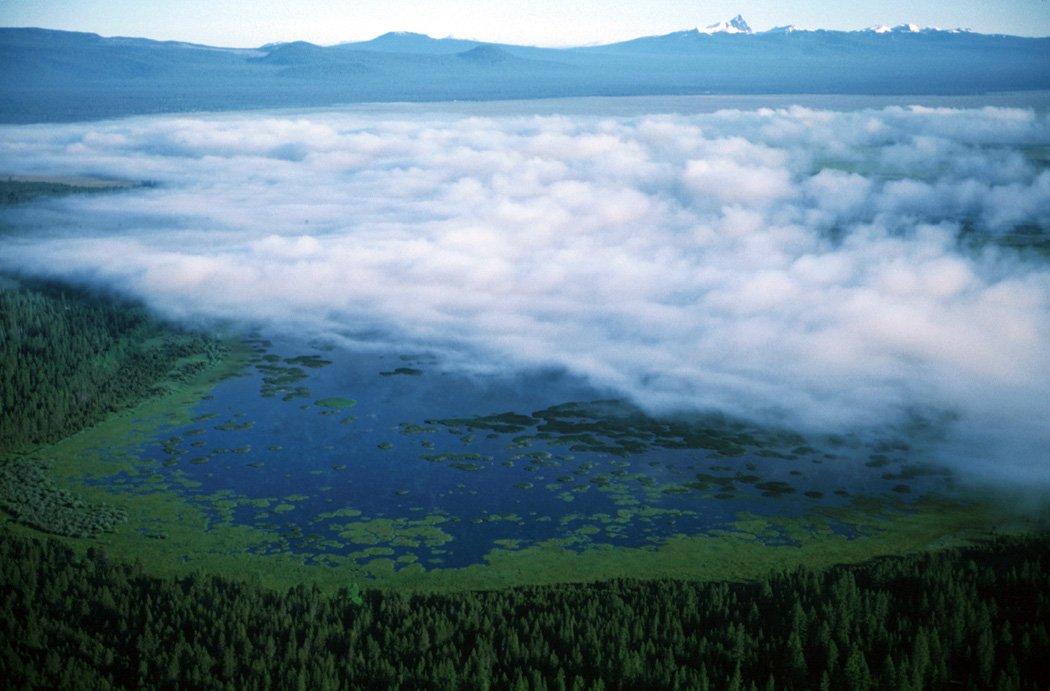
El lago Lower Klamath se formó en la región de "Cuenca y Cordillera" de la cuenca alta del río Klamath

La cuenca alta del Klamath, definida por el área de drenaje del río Klamath situada aguas arriba de la presa de Iron Gate, es un área única de transición entre la cordillera de las Cascadas, en el oeste, y la región de Cuenca y Cordillera (Basin and Range Province) del norte de la Gran Cuenca, al sureste. Esta región se extiende desde el área meridional del lago Lower Klamath hasta las cuencas del río Lost y el lago Upper Klamath. Los estiramientos de la corteza y las fallas en bloques han creado una topografía con características similares en ambas regiones. Casi toda la cuenca es una región de fosa tectónica, con características de cuenca y de cordillera, formada por la elevación y el hundimiento a lo largo de varias fallas ubicadas en un eje norte-sur.
Rocas del precuaternario, ígneas y sedimentarias componen la formación Yonna, que atraviesa gran parte de la región y se eleva por encima de la superficie en grandes afloramientos de roca sólida en muchas crestas. Las rocas subyacentes generalmente son más jóvenes cuanto más se va de este a oeste. Las muchas crestas que cruzan la cuenca alta del Klamath se dividen en valles con un máximo de 100 m de relieve vertical, y los patrones de drenaje en general siguen la topografía. A gran profundidad en la cuenca alta se encuentra un amplio sistema geotérmico, con la creación de fuentes termales y manantiales artesianos, pero su funcionamiento aún no se entiende bien. Más al sur, en el área del río Shasta, en el condado de Siskiyou, gran parte de la roca subyacente se compone de los flujos de lava emitidos por la región volcánica del monte Shasta.
El mismo patrón de edad ocurre en la cordillera de las Cascadas y en las montañas Klamath, que cubren la mitad occidental de la cuenca del río Klamath. A medida que la placa Norteamericana se movía lentamente en los últimos 10 millones de años hacia el suroeste, sucesivas terrenos oceánicos que datan desde el Cámbrico hasta finales del Jurásico se fueron añadiendo al continente norteamericano. Existen cuatro terranos tectonoestratográficos distintos de oeste a este. Si bien la fecha de las montañas costeras es de menos de 3 millones de años, las Cascadas Altas, ubicadas en el interior, tienen 7,5 millones de años. Batolitos de granito, que cubren las rocas sedimentarias, y rocas volcánicas, fueron comprimidos e incorporados al macizo del suroeste de Oregón y el noroeste de California. En lugar de ser desviado hacia el sur, sin embargo, el Klamath continuó fluyendo hacia el oeste, y creó un desfiladero de paredes escarpadas que atraviesa la cordillera emergente. Uno de estos terranos trajo consigo una franja de mica fácilmente erosionable que corre de norte a sur y ahora se encuentra a 48 km tierra adentro desde la costa del Pacífico en el norte de California. Cuando el Klamath encontró esta capa, comenzó a tallar su cañón a lo largo de la mica en lugar de seguir en dirección suroeste hacia el Pacífico, dando lugar a la fuerte curva hacia el norte, donde confuye con el río Trinity. El bajo Trinity también sigue porciones de esa franja de mica y lo mismo hace su ramal sur (South Fork Trinity).

## Historia

### Primeros habitantes y colonos

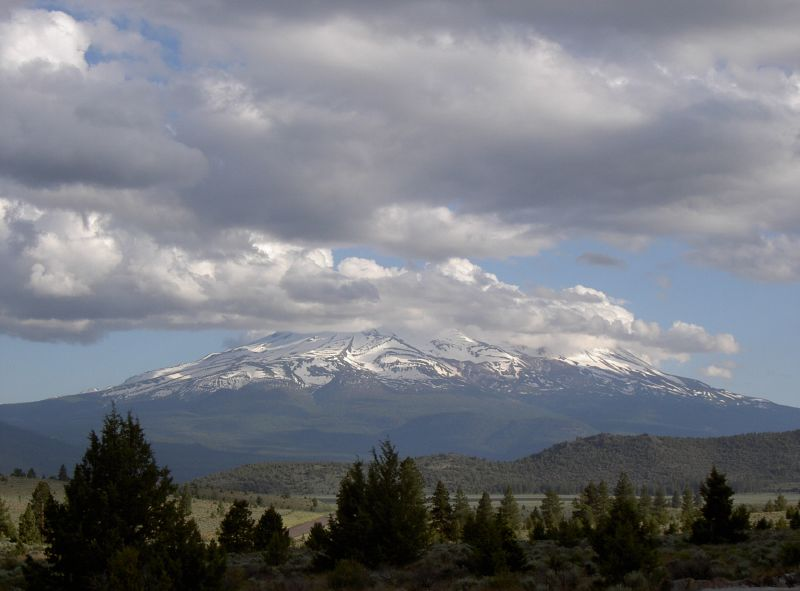
Vista de la cuenca alta del Klamath, donde habitaban tribus seminómadas

Los asentamientos humanos en el Klamath datan de al menos 7000 años atrás. Muchos de los grupos indígenas a lo largo del río dependían de las grandes migraciones del salmón del Pacífico, las segundas en importancia después de las del río Columbia. Estas tribus fueron los yurok, hupa y karuk a lo largo de los cañones de la parte baja del río, y los modoc, klamath y yahooskin en los áridos valles de la cuenca alta. Los yurok, que controlaban unos 50 km de la parte baja del río Klamath y una gran parte de la costa noroeste de California en el Pacífico, fueron probablemente la tribu más poderosa en el río Klamath, y junto con los hupa y karuk, capturaban el salmón en el río con corrales de pesca, trampas de canasta e incluso con arpones. Una zona ancestral de pesca en tierra muy conocida es Ishi Pishi Falls, una serie de rápidos cerca de la confluencia con el Salmon. La mayoría de los grupos aguas arriba tenían un estilo de vida de cazadores-recolectores nómadas y no dependían tanto del salmón. El nombre del río Klamath fue registrado por los europeos en el siglo XIX como derivado de la palabra klamet o «tribu del Klamath», pero antes del contacto con los blancos se utilizaron muchos otros nombres, comoIshkêesh o Koke. El nombre de la tribu klamath viene de la palabra del alto chinook /ɬámaɬ/, literalmente «los del río».
A finales de la década de 1820, los cazadores de pieles de la Compañía de la Bahía de Hudson que viajaban hacia el sur desde Fort Vancouver llegaron a la cuenca del Klamath. La primera partida que vio el río, en el invierno de 1826-1827, estaba dirigida por Alexander McLeod. En 1828 Jedediah Smith informó que había signos de castores en la desembocadura del río Klamath. En pocos años, los abundantes castores en la cuenca del Klamath habían sido en su mayoría aniquilados. Las presas de los castores habían sido un factor importante en el hábitat de las cuencas del Klamath, al moderar la fuerza de las inundaciones y crear extensos humedales. Esto dio lugar a consecuencias perjudiciales para los cursos de agua de la cuenca, agravando la intensidad de las inundaciones de invierno y provocando severa erosión. Las partidas de tramperos finalmente se trasladaron al suroeste por el valle de Sacramento y establecieron el curso del río como una de las secciones de la Siskiyou Trail, una antigua ruta entre el territorio de Oregón y la bahía de San Francisco. A pesar de las implicaciones medioambientales, los extensos y fértiles prados que aparecieron al drenarse los estanques causados por los castores atrajeron más adelante a muchos colonos a la región.

El río Klamath, desde el descubrimiento de oro en su lecho, ha sido continuamente explotado y todavía queda un largo camino para ser resuelto. Las condiciones para la explotación minera del río son muy favorables. A pesar de que lleva gran volumen de agua, tiene casi siempre una inclinación y velocidad de corriente considerables, sin gran profundidad...
(...) En la actualidad hay unas veinticinco reclamaciones operadas en los ríos Klamath y Salmon, empleando a 300 hombres. Las operaciones en esos lugares son por lo general de pequeña escala e implican el uso de poco capital.
Klamath River ever since the discovery of gold in its bed has been continuously mined and is still a long way from being worked out. The conditions for river mining in this stream are very favorable. Though carrying a large volume of water, it has nearly everywhere a considerable grade and velocity of current with no great depth...
...At the present time there are about twenty-five claims being worked on the Klamath and Salmon Rivers, employing three hundred men. Operations in this locality are generally on a small scale and involve the use of but little capital.

En la década de 1850 se descubrieron ricos depósitos aluviales y filones de oro a lo largo de los ríos Klamath, Trinity, Shasta y otros ríos del noroeste de California. Se cree que el oro proviene de la actividad volcánica en las montañas Klamath. Los mineros que buscaban oro en las montañas Klamath y en los Alpes de Trinidad en la secuela de la fiebre del oro de California lo descubrieron por primera vez en la primavera de 1850 a lo largo del arroyo Salmon, y encontraron depósitos adicionales en el brazo principal en julio. El oro fue descubierto también en grandes cantidades en French Gulch y Yreka. Varios nombres de lugares en la cuenca del Klamath provienen de esa época, incluido el del río Scott. Los depósitos de oro todavía existen en la cuenca del Klamath aunque se explotaron mucho más allá del final de la fiebre del oro.

### Primeras industrias y desarrollo

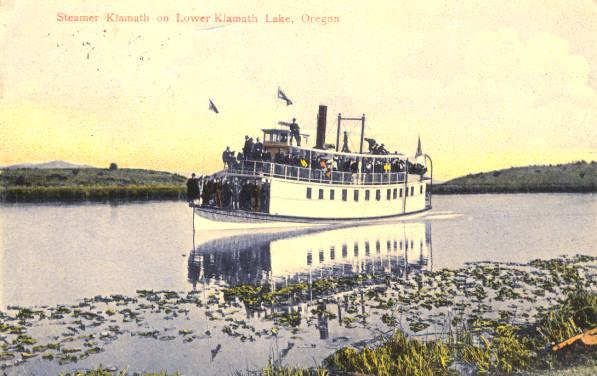
El Klamath en el lago Lower Klamath (1908)

Desde principios del siglo XX, comenzaron a funcionar en el lago Lower Klamath barcos de vapor que hacían el trayecto entre Siskiyou County y Klamath Falls. Los barcos de vapor completaban un enlace entre un ramal de ferrocarril que seguía el río McCloud, la parte final del cual fue llamada la «ruta de mercancías rápida de Bartle» (Bartle Fast Freight Road), así llamada por la localidad de Bartle. El final de esta línea, Laird's Landing, era el comienzo de la línea de vapor del lago Lower Klamath, que comenzó a operar con un vapor de 24 m en 1905. En 1909, sin embargo, el ferrocarril ya había circunnavegado el lago Lower Klamath, llegando directamente a Klamath Falls. La línea de vapor cayó en desuso, y más tarde gran parte del lago Lower Klamath fue drenado y rellenado.
En la década de 1910 y principios de 1920 la tala de árboles era una industria en crecimiento en el lado oeste de la parte alta del valle del Klamath, especialmente alrededor del lago Upper Klamath. Las compañías ferroviarias Great Northern Railway y Southern Pacific Railroad construyeron una línea de uso común que corría a lo largo de la costa oriental del lago, transportando los troncos desde la parte norte hasta el aserradero localizado a unos 4,8 km aguas abajo de la desembocadura del lago. Muchos de los pantanos estacionales que rodean el lago y los ríos fueron desecados en ese período para dar espacio a operaciones madereras. En 1919 se construyó la primera presa en el río, la presa de Link River, un dique de tablas de madera en la desembocadura del lago Upper Klamath que lo elevó unos 4,9 m. Los barcos de vapor continuaron sus operaciones de correo, pasajeros y cargas en el lago Upper Klamath hasta alrededor de 1928, momento en que muchas de las empresas madereras cerraron.
Cuando la industria maderera entró en declive en la cuenca alta del Klamath, se produjo una lenta transición a la economía agrícola. El Proyecto de Recuperación de Klamath, establecido por el Bureau of Reclamation a principios del siglo XX, entrañó la construcción de dos presas en el río y presas adicionales en muchos de sus afluentes, así como el drenaje final de los lagos Tule. La Bureau of Reclamation no fue el único usuario del río durante ese período: a finales de la década de 1950, las compañías de energía eléctrica PacifiCorp y California-Oregon Power Company (Copco) construyeron tres presas en el río aguas abajo. Esas presas, sin embargo, provocaron una gran controversia sobre la calidad del agua en el tramo inferior del río y sobre la migración anual de salmones que dependen de ella.

### Las presas hidroeléctricas y el impacto en las poblaciones de salmón
El agua que queda en el río, sea lo que sea que el Proyecto esté dispuesto a descargar de la presa de Iron Gate, es tan escasa, tan caliente y tan mezclada con pesticidas y nitratos procedentes de las aguas residuales agrícolas que a menudo es fatal para los salmones hasta 160 km río abajo. Cientos de miles de salmones han muerto en los últimos años como consecuencia de ello, y el salmón coho del río Klamath está casi extinguido.
The remaining water left in the river, whatever the Project is willing to release from Iron Gate Dam, is so little in volume, so hot and so laced with pesticides and nitrates from agricultural waste water that it is often fatal for salmon as much as 100 miles downriver. Hundreds of thousands of salmon have been killed in recent years as a result, and Klamath River coho salmon driven nearly to extinction.
Pacific Coast Federation of Fishermen's Associations

Históricamente, el río Klamath fue en su momento el «tercer sistema fluvial más productivo de salmón en los Estados Unidos» ( "third most productive salmon river system in the United States") después del Columbia y el Sacramento. La eutrofización y el aumento de las temperaturas del agua inducidas por la construcción de presas han empeorado las condiciones para la migración de los salmones, especialmente en años de sequía. El agua de la cuenca superior, junto con la desviación casi total de las aguas del Trinity, así como los proyectos de irrigación en afluentes del Shasta y del Scott han reducido el caudal del río que sustenta la migración de los salmones jóvenes en primavera y la migración de los salmones adultos en el otoño. En la década de 1960, se propuso un plan para desviar todo el Klamath hacia el centro y sur de California, un proyecto conocido como el desvío Klamath (Klamath Diversion), pero fue desechado. Esto habría limitado el salmón a sólo los últimos 19 km del río En 2005, la empresa PacifiCorp solicitó al gobierno federal extender la validez de las licencias de sus cuatro centrales hidroeléctricas en el Klamath por un plazo de hasta 50 años. Los ambientalistas se opusieron a la extensión, argumentando que las represas deben ser removidas para reabrir el Klamath superior al salmón.
El 18 de febrero de 2009 se firmó un acuerdo. Dos años de negociaciones a puerta cerrada entre agricultores, tribus indígenas, pescadores, grupos conservacionistas y agencias gubernamentales se tradujeron en un acuerdo sin precedentes —y condicional— para trabajar hacia una solución global del uso del agua del Klamath. La propuesta abogaba por la eliminación de cuatro centrales hidroeléctricas que ahora están en operación así como por proyectos de restauración. El 13 de noviembre de 2008 se anunció un «Acuerdo de Principios» (Agreement in Principle, AIP), no vinculante, entre PacifiCorp, el Gobierno Federal, y los estados de California y Oregón. Es la fase inicial de un proceso que puede ver la eliminación de las presas de Iron Gate, Copco Nº 1 y Nº 2 y John C. Boyle, que comenzaría en el año 2020. Los usuarios de PacifiCorp financiarían una parte del plan y el estado de California financiaría la mayoría de los costos restantes previstos. El acuerdo requiere que el gobierno federal evalúe científicamente los costos y beneficios del traslado de la presa y que tome la decisión final el 31 de marzo de 2012 si los beneficios del proyecto justifican los costos. La aprobación del Congreso y el electorado de California también son necesarios. El acuerdo actual (Klamath Hydroelectric Settlement Agreement) fue modificado en 2016, con la creación del organismo encargado de la restauración del río, la Klamath River Renewal Corporation (KRRC) encargada de llevar a cabo el proyecto de demolición de las presas, con un coste de unos 450 millones de dólares. El proyecto está a la espera de ser aprobado por la Comisión Federal Reguladora de la Energía. Si este proyecto sigue adelante, sería el de mayor envergadura hasta la fecha.

## Historia natural

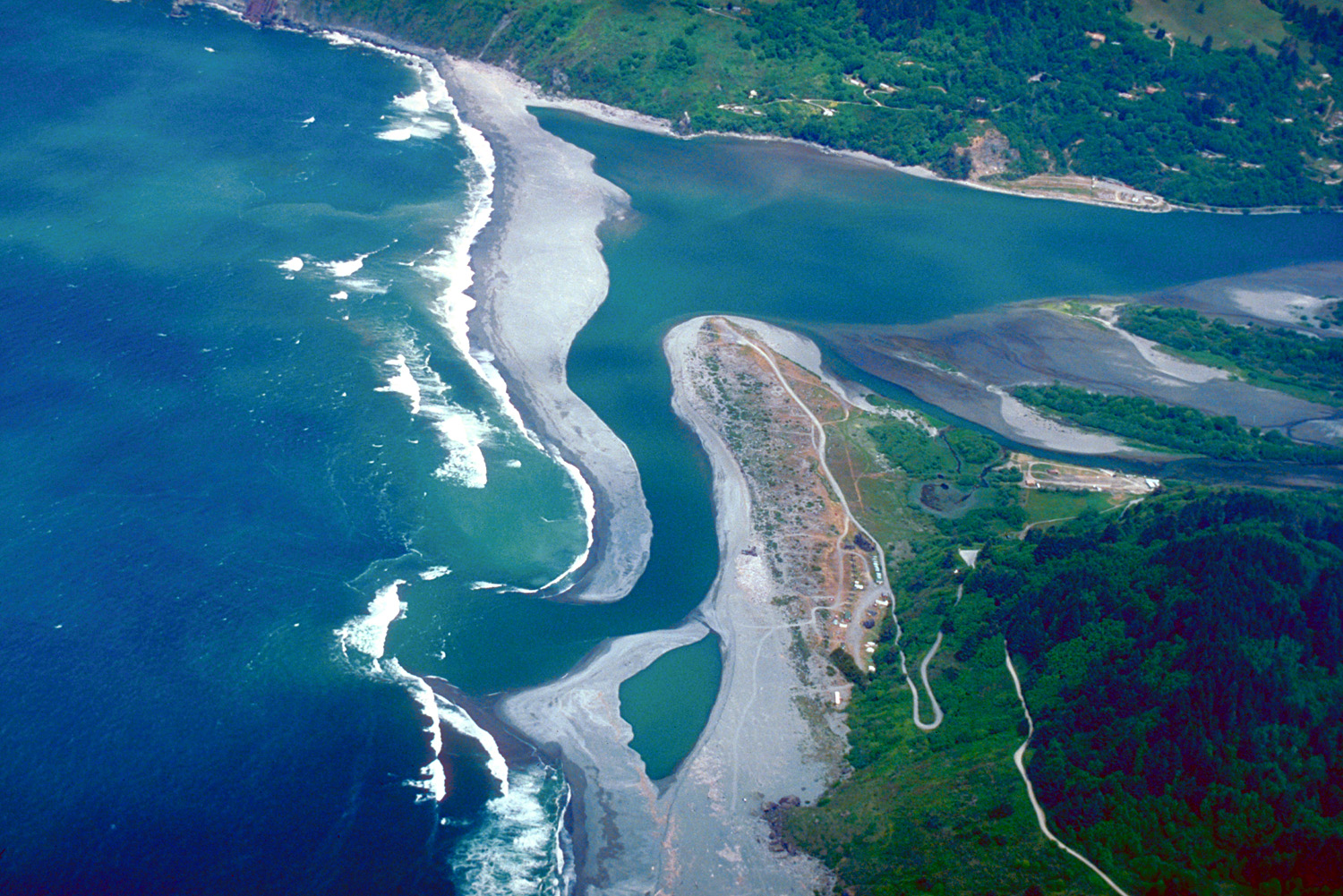
La desembocadura del río Klamath en el océano Pacífico, en el condado de Del Norte, California (2007).

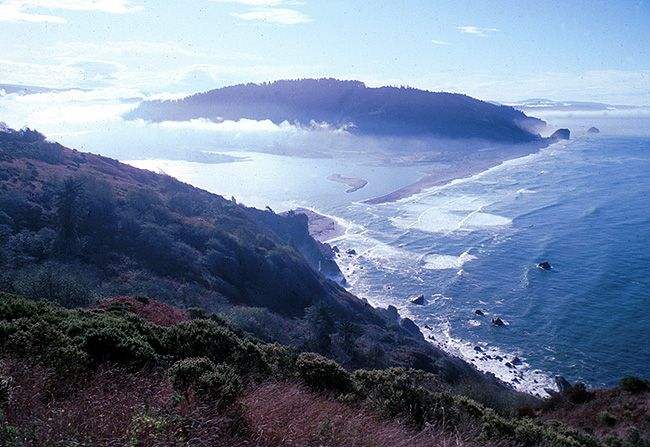
Visto desde el lado opuesto (2005).

El río está considerado como un excelente hábitat para el salmón chinook, salmón coho, trucha steelhead y trucha arco iris. Habiendo sido el tercer mayor productor de salmón en la costa oeste, sólo una fracción de la histórica migración permanece en el río desde la construcción de las seis presas entre 1908 y 1962. El salmón coho del río Klamath está clasificado como especie amenazada bajo la Ley de Especies en Peligro (Endangered Species Act). En 1963, el mayor afluente del Klamath, la parte alta del río Trinity, fue prácticamente removido de la cuenca del Klamath con la finalización de las presas Lewiston y Trinity, desviando el 90% del caudal del Trinity hacia el Valle de Sacramento. De la corriente principal (aguas arriba de las presas) sólo se dejaron fluir hacia el Klamath 4,2 m³/s. En 1991, se estableció un flujo anual mínimo del Trinity de alrededor de 13 m³/s.
La posible eliminación de las presas ha sido un tema polémico en la región en los últimos años. A pesar de la intensa presión de las tribus nativas, conservacionistas y pescadores, la solicitud de renovación de una licencia federal para operar las presas los siguientes 50 años, que PacifiCorp presentó en 2004, no incluyó ninguna disposición para permitir que el salmón regresase a más de 300 millas (483 km) del antiguo hábitat aguas arriba de las presas. En enero de 2007, sin embargo, el gobierno federal dictaminó que PacifiCorp debía equipar cuatro presas con escaleras de peces, una modificación que potencialmente costaría más de 300 millones de dólares. PacifiCorp ofreció esos 300 millones para mejorar la escalera de peces de J. C. Boyle y propuso transportar peces por carretera alrededor de las presas de Copco Nº 1 e Iron Gate, después de que se le negara una licencia para construir un generador de energía en Utah. «El hecho de que el proyecto de Klamath es un recurso renovable y está libre de emisiones lo hará más valioso en el futuro para nuestros clientes y reducirá nuestra huella de carbono», dijo el presidente de PacifiCorp, Bill Fehrman, en un comunicado.
Otra controversia rodea el uso del agua en la cuenca superior del río Klamath para la agricultura de regadío, que se suspendió temporalmente en 2001 para proteger el salmón en peligro de extinción y a los peces del lago durante una severa sequía. El vicepresidente Dick Cheney intervino personalmente para asegurar el agua para la industria agrícola en lugar de garantizar el caudal ecológico. En 2002 el gobierno federal, conforme a lo ordenado por el Secretario del Interior, Gale Norton, proveyó toda el agua que los regantes necesitaran mientras continuase la sequía, a pesar de que las tribus del área del Klamath tienen derechos emados de tratados que son anteriores al asentamiento de los agricultores. Norton abogó por un enfoque de "libre mercado" al permitir a los agricultores vender el agua a los indígenas río abajo. Ese año, el sistema del río Klamath tuvo la mayor mortandad de peces que jamás se haya registrado.
Según biólogos del estado de California y del U.S. Fish and Wildlife Service, el atípico bajo flujo en el río, junto con un elevado número de peces que retornaban para procrear y las altas temperaturas del agua, propiciaron una enfermedad que ocasionó la muerte de al menos 33 000 salmones en septiembre de 2002, antes de que pudieran reproducirse. La muerte fue aguas abajo de la confluencia del Trinity, y los salmones del Trinity se vieron afectados en mayor grado que los del Klamath, ya que el largo Trinity estaba en su apogeo. El informe mencionaba que el número oficial de muertes de peces, estimado en 34 056 ejemplares, era probablemente muy bajo, y que podría ser sólo la mitad de las pérdidas reales. El caudal del Klamath medido en la estación de aforo en Keno muestra un bajo caudal de 22,7 m³/s en septiembre de 1908 (antes de que comenzase el riego). En el momento de la muerte de peces en 2002, el caudal registrado fue de 13,5 m³/s. En septiembre de 2001, con el riego cerrado, se registró un promedio de 19,5 m³/s.

## Usos recreativos

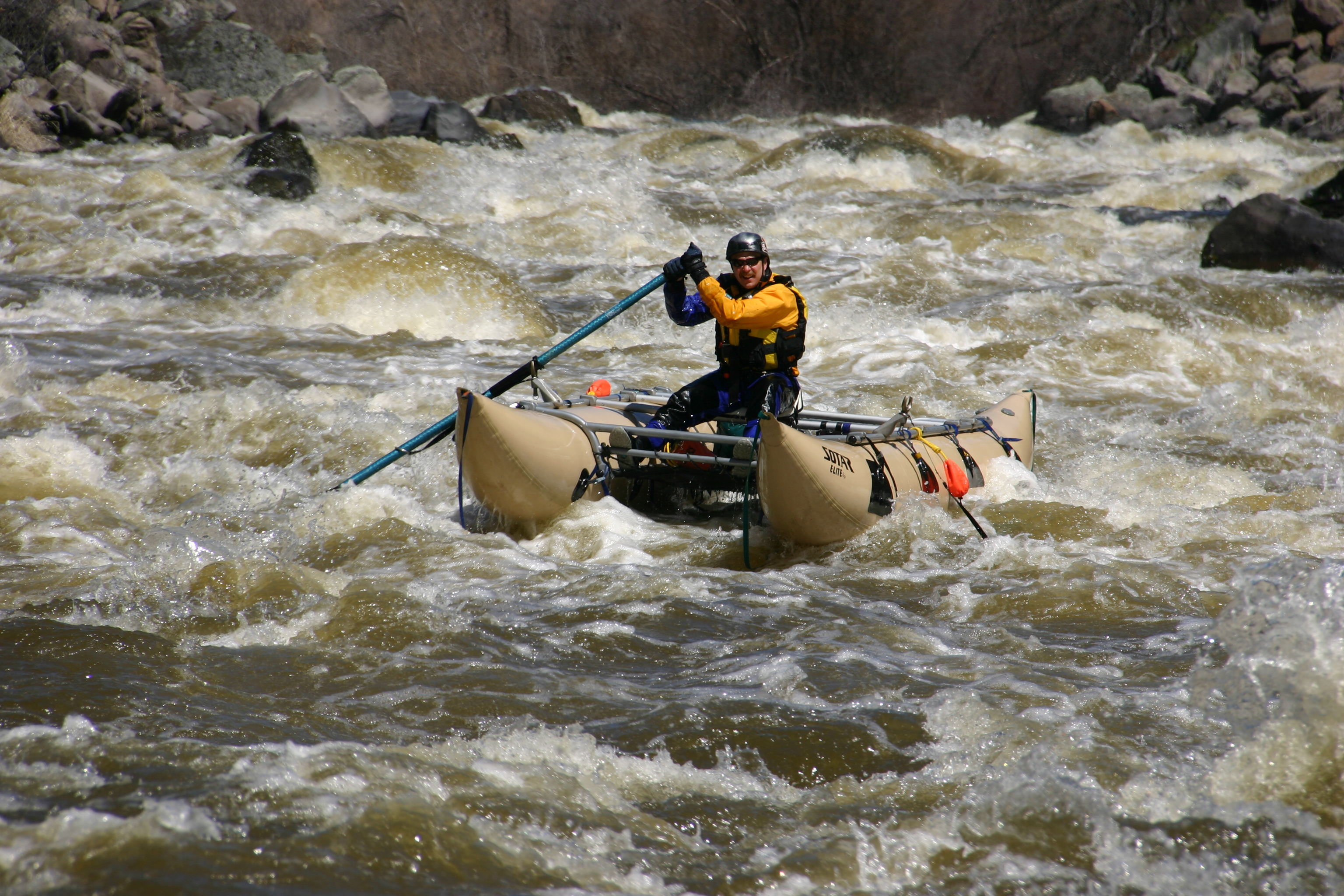
Catamarán inflable en el Klamath

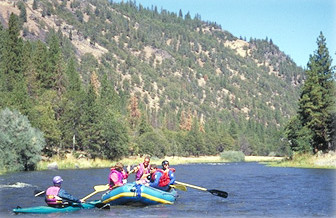
Aguas tranquilas en el Klamath.

El rafting y el kayak son las actividades recreativas más populares a lo largo del curso superior del río Klamath, por debajo de la presa J.C. Boyle, y también a lo largo de la parte baja del río Klamath aguas abajo de la ciudad Happy Camp. Hay largos tramos, más de 160 km en un caso, de rápidos de aguas bravas de clase I-II, y también algunos rápidos de clase III-IV en los tramos más estrechos. Aguas abajo de Weitchpec, el río desciende por un canal amplio y profundo de unos 21 km donde el río es designado salvaje, y 282 km son designados de recreo.
La minería de oro recreativa es popular a lo largo del Klamath y algunos de sus afluentes, incluyendo el Salmón y el Trinity. Aunque procedimientos simples como el bateo de oro todavía se usan, algunos métodos usan bombas de succión, una práctica que implica revolver los depósitos sedimentados a fin de encontrar oro. Los debates sobre esa práctica, que perturba las camas de desove del salmón, continúan hasta la fecha.
En la cuenca del río Klamath hay varios bosques nacionales y reservas de vida silvestre, como el Bosque Nacional Klamath (Klamath National Forest), el Bosque Nacional de los Seis Ríos (Six Rivers National Forest), el Complejo de Refugios Nacionales de Vida Silvestre de Klamath (Klamath National Wildlife Refuges Complex) y el Refugio Nacional de Vida Silvestre del Bajo Klamath (Lower Klamath National Wildlife Refuge). El Bosque Nacional Klamath está ubicado en el condado de Siskiyou, con una pequeña porción en Oregón, y el Bosque Nacional de los Seis Ríos se halla en la cuenca del Klamath, sobre todo en el sur de la cuenca del río Trinity. Los dos últimos se encuentran en el área de los lagos Upper Klamath y Lower Klamath. El Monumento Nacional Lava Beds (Lava Beds National Monument), que tiene una gran variedad de túneles y formaciones de lava, también está en el área del lago Lower Klamath, al sur de los restos del lago.

### Obras citadas
- Irwin, William Porter; Snoke, Arthur W.; Barnes, Calvin G. (2006). Geological studies in the Klamath Mountains. Geological Society of America. ISBN 0813724104.
- Board on Environmental Studies and Toxicology (BEST); Water Science and Technology Board (WSTB), 2008. Hydrology, Ecology and Fishes of the Klamath River Basin. National Academies Press.
- Reisner, Marc. Cadillac Desert. Penguin Books.
- Palmer, Tim (1993). The wild and scenic rivers of America. Island Press. ISBN 1-55963-145-7.
- National Research Council (NRC, 2004). Endangered and threatened fishes in the Klamath River Basin: causes of decline and strategies for recovery. National Academies Press. ISBN 0-309-09097-0.
- McArthur, Lewis L. (2003). Oregon geographic names. Oregon Historical Society Press. ISBN 0-87595-277-1.
- Blake, Tupper Ansel; Blake, Madeleine Graham; Kittredge, WIlliam (2000). Balancing water: restoring the Klamath Basin. University of California Press. ISBN 0-520-21314-9.
- U.S. Coast and Geodetic Survey (UCGS, 1951). United States Coast Pilot. University of California.
- Hittell, Theodore Henry (1897). History of California, Volume 3. N.J. Stone.